# Copa da Itália de Futebol de 2019–20
A Copa da Itália de Futebol de 2019–20, também conhecida oficialmente como Coppa Italia 2019/2020, foi a 73.ª edição da copa nacional de futebol da Itália. A competição foi organizada pela Lega Nazionale Professionisti Serie A (Lega Serie A), começou no dia 3 de agosto de 2019 e terminou em 17 de junho de 2020. O torneio contou com a participação de equipes das quatro principais divisões do futebol italiano: Serie A, Serie B, Serie C e Serie D. Os jogos da competição ocorreram no formato de "mata-mata" e o vencedor, Napoli, garantiu uma vaga na fase de grupos da Liga Europa da UEFA de 2020–21.

## Regulamento

### Sistema de disputa
Todo o evento é dividido em sucessivas eliminatórias: primeira, segunda e terceira eliminatória; quarta rodada; oitavas de final; quartas de final; semifinais; final. Esses jogos ocorrem no "mata-mata" em uma única partida, com exceção da semifinal, que ocorre em partidas de ida e volta. O campeão se classificará para a fase de grupos da Liga Europa da UEFA de 2020–21.
Os clubes participantes entram na competição em quatro momentos sucessivos:
- 8 clubes ("cabeças de chaves") a partir das oitavas de final;
- 12 clubes a partir da terceira pré-eliminatória;
- 22 clubes a partir da segunda pré-eliminatória;
- 36 clubes a partir da primeira pré-eliminatória.[1][3]

## Participantes
78 clubes participam da competição (todos os clubes participantes dos campeonatos da Serie A e Serie B, 29 clubes indicados pelo Lega Pro e 9 pela Lega Nazionale Dilettanti), que foram posicionados por sorteio em um tabelão de acordo com um ranking, do nº 1 ao 78, levando em consideração os resultados alcançados pelos participantes da competição nas séries A, B, C e D da temporada anterior.
| Clube         | Pos. |
| ------------- | ---- |
| Napoli        | 01   |
| Juventus      | 02   |
| Milan         | 03   |
| Internacional | 04   |
| Atalanta      | 05   |
| Torino        | 06   |
| Roma          | 07   |
| Lazio         | 08   |
| Hellas Verona | 09   |
| Parma         | 10   |
| Genoa         | 11   |
| Fiorentina    | 12   |
| Cagliari      | 13   |
| SPAL          | 14   |
| Udinese       | 15   |
| Brescia       | 16   |
| Sassuolo      | 17   |
| Bologna       | 18   |
| Lecce         | 19   |
| Sampdoria     | 20   |

| Clube          | Pos. |
| -------------- | ---- |
| Crotone        | 21   |
| Salernitana    | 22   |
| Pisa           | 23   |
| Spezia         | 24   |
| Perugia        | 25   |
| Virtus Entella | 26   |
| Pordenone      | 27   |
| Chievo         | 28   |
| Benevento      | 29   |
| Juve Stabia    | 30   |
| Venezia        | 31   |
| Cremonese      | 32   |
| Empoli         | 33   |
| Pescara        | 34   |
| Frosinone      | 35   |
| Cosenza        | 36   |
| Ascoli         | 37   |
| Trapani        | 38   |
| Livorno        | 39   |
| Cittadella     | 40   |

| Clube               | Pos. |
| ------------------- | ---- |
| Padova              | 41   |
| Carpi               | 42   |
| Piacenza            | 43   |
| Pro Vercelli        | 44   |
| Monopoli            | 45   |
| Carrarese           | 46   |
| Robur Siena         | 47   |
| Reggina             | 48   |
| Virtus Francavilla  | 49   |
| Catania             | 50   |
| Imolese             | 51   |
| Monza               | 52   |
| Ravenna             | 53   |
| Feralpisalò         | 54   |
| Südtirol            | 55   |
| Triestina           | 56   |
| Pro Patria          | 57   |
| Potenza             | 58   |
| Catanzaro           | 59   |
| Arezzo              | 60   |
| Casertana           | 62   |
| Cavese              | 65   |
| Alessandria         | 69   |
| Sambenedettese      | 70   |
| Novara              | 72   |
| Vicenza             | 73   |
| Fermana             | 75   |
| Rende               | 77   |
| Viterbese Castrense | 78   |

| Clube     | Pos. |
| --------- | ---- |
| Turris    | 61   |
| Lanusei   | 63   |
| Matelica  | 64   |
| Fasano    | 66   |
| Adriese   | 67   |
| Sanremese | 68   |
| Fanfulla  | 71   |
| Mantova   | 74   |
| Ponsacco  | 76   |

## Calendário
As datas das rodadas da Coppa Italia de 2019–20 foram oficializadas pela Federação Italiana de Futebol (em italiano: Federazione Italiana Giuoco Calcio, que usa a sigla FIGC) em 16 de julho de 2019. O sorteio que definiu os chaveamentos foi realizado no dia 22 de julho de 2019, às 15 horas (CEST UTC+2), na sede da Lega Serie A em Milão.
| Fase                 | Rodada           | Sorteio da tabela                       | Sorteio da fase eliminatória              | Jogo de ida                | Jogo de volta            |
| -------------------- | ---------------- | --------------------------------------- | ----------------------------------------- | -------------------------- | ------------------------ |
| Fase de qualificação | Primeira rodada  | 22 de julho de 2019 às 15:00 CEST Milão | Sem sorteio                               | 3–6 de agosto de 2019      | 3–6 de agosto de 2019    |
| Fase de qualificação | Segunda rodada   | 22 de julho de 2019 às 15:00 CEST Milão | Sem sorteio                               | 10–11 de agosto de 2019    | 10–11 de agosto de 2019  |
| Fase de qualificação | Terceira rodada  | 22 de julho de 2019 às 15:00 CEST Milão | Sem sorteio                               | 16–18 de agosto de 2019    | 16–18 de agosto de 2019  |
| Fase de qualificação | Quarta rodada    | 22 de julho de 2019 às 15:00 CEST Milão | Sem sorteio                               | 3–5 de dezembro de 2019    | 3–5 de dezembro de 2019  |
| Fase final           | Oitavas de final | 22 de julho de 2019 às 15:00 CEST Milão | 6 de dezembro de 2019 às 15:00 CEST Milão | 9–16 de janeiro de 2020    | 9–16 de janeiro de 2020  |
| Fase final           | Quartas de final | 22 de julho de 2019 às 15:00 CEST Milão | 6 de dezembro de 2019 às 15:00 CEST Milão | 21–29 de janeiro de 2020   | 21–29 de janeiro de 2020 |
| Fase final           | Semifinais       | 22 de julho de 2019 às 15:00 CEST Milão | Sem sorteio                               | 12–13 de fevereiro de 2020 | A definir                |
| Fase final           | Final            | 22 de julho de 2019 às 15:00 CEST Milão | Sem sorteio                               | 20 de maio de 2020         | 20 de maio de 2020       |

## Fase de qualificação

### Primeira rodada
- A primeira rodada foi disputada pelos 36 clubes, sendo 27 deles da Serie C de 2018–19 e 9 da Serie D de 2018–19. As vagas da Serie C foram ocupadas por 8 times do grupo A (do 2º ao 10º lugar, exceto o Pisa, 3º lugar, que foi promovido à Série B de 2019–20), 9 times do grupo B (do 2º ao 10º lugar) e 10 times do grupo C (do 3º ao 12º lugar).[1]
- Os jogos ocorreram em partidas únicas nos dias 3, 4 e 6 de agosto de 2019.[14][15][16]
- Em cada jogo, o mando de campo foi do clube com a melhor posição no ranking, ou seja, o clube com menor número atribuído no sorteio.[1]
- Em caso de empate no placar ao final do tempo regulamentar, tivemos a disputa de uma prorrogação (dois tempos de 15 minutos), e se mesmo assim o empate persistiu, a vaga foi definida na disputa por pênaltis.[1]
- Os 18 vencedores da primeira rodada eliminatória se classificaram para a segunda rodada de qualificação.[1]

| 3 de agosto de 2019 | Virtus Francavilla (3)    | 2 – 1     | Novara (3)  | Francavilla Fontana                                          |  |
| 17:30 CEST (UTC+2)) | Vázquez 9' · Nunzella 78' | Relatório | Bellich 20' | Estádio: Stadio Giovanni Paolo II Árbitro: Mattia Pascarella |  |

| 3 de agosto de 2019 | Pro Vercelli (3)               | 2 – 0 (pro.) | Rende (3) | Vercelli                                               |  |
| 18:30 CEST (UTC+2)) | Victor Volpe 110' · Paulo 114' | Relatório    |           | Estádio: Stadio Silvio Piola Árbitro: Paride Tremolada |  |

| 4 de agosto de 2019 | Südtirol (3)                                           | 4 – 2     | Fasano (4)       | Bolzano                                      |  |
| 16:00 CEST (UTC+2)) | Morosini 9' · Romero 54' · Ierardi 74' · Mazzocchi 89' | Relatório | Corvino 63', 83' | Estádio: Stadio Druso Árbitro: Sajmir Kumara |  |

| 4 de agosto de 2019 | Adriese (4) | 0 – 1     | Feralpisalò (3) | Adria                                                              |  |
| 17:30 CEST (UTC+2)) |             | Relatório | Scarsella 53'   | Estádio: Stadio Luigi Bettinazzi Árbitro: Giuseppe Emanuele Repace |  |

| 4 de agosto de 2019                                  | Carrarese (3) | 1 – 1 (5–4 pen.)                                | Fermana (3)         | Carrara                                              |  |
| 17:30 CEST (UTC+2))                                  | Valente 63'   | Relatório                                       | Cognigni 24' (pen.) | Estádio: Stadio dei Marmi Árbitro: Francesco Luciani |  |
|                                                      |               | Penalidades                                     |                     |                                                      |  |
| Bentivegna Valente Biasci Pasciuti Murolo Cardoselli |               | Cognigni Ricciardi Zerbo Isacco Liguori Manetta |                     |                                                      |  |

| 4 de agosto de 2019 | Ravenna (3) | 1 – 0     | Sanremese (4) | Ravena                        |  |
| 17:30 CEST (UTC+2)) | Raffini 8'  | Relatório |               | Estádio: Stadio Bruno Benelli |  |

| 4 de agosto de 2019                      | Piacenza (3) | 1 – 1 (3–2 pen.)                             | Viterbese Castrense (3) | Piacenza                                                |  |
| 18:00 CEST (UTC+2))                      | Sylla 97'    | Relatório                                    | Svidercoschi 94'        | Estádio: Stadio Leonardo Garilli Árbitro: Enrico Maggio |  |
|                                          |              | Penalidades                                  |                         |                                                         |  |
| Bolis Paponi Giandonato Cattaneo Marotta |              | Vandeputte Antezza Svidercoschi Markić Ricci |                         |                                                         |  |

| 4 de agosto de 2019 | Monza (3)                   | 2 – 0     | Alessandria (3) | Monza                                         |  |
| 18:30 CEST (UTC+2)) | Iocolano 6' · Brighenti 33' | Relatório |                 | Estádio: Stadio Brianteo Árbitro: Marco Ricci |  |

| 4 de agosto de 2019 | Pro Patria (3) | 1 – 0     | Matelica (4) | Busto Arsizio                 |  |
| 18:30 CEST (UTC+2)) | Defendi 72'    | Relatório |              | Estádio: Stadio Carlo Speroni |  |

| 4 de agosto de 2019 | Catanzaro (3)                                | 4 – 1 (pro.) | Casertana (3) | Catanzaro                       |  |
| 19:00 CEST (UTC+2)) | Calì 48' · Nicastro 94', 109' · Kanoute 103' | Relatório    | Cavallini 84' | Estádio: Stadio Nicola Ceravolo |  |

| 4 de agosto de 2019 | Triestina (3)                          | 3 – 1     | Cavese (3)    | Trieste                     |  |
| 20:00 CEST (UTC+2)) | Granoche 8', 17' (pen.) · Ferretti 86' | Relatório | El Ouazni 43' | Estádio: Stadio Nereo Rocco |  |

| 4 de agosto de 2019 | Catania (3)                             | 3 – 0     | Fanfulla (4) | Catânia                          |  |
| 20:30 CEST (UTC+2)) | Di Piazza 13' · Sarno 42' · Curiale 79' | Relatório |              | Estádio: Stadio Angelo Massimino |  |

| 4 de agosto de 2019                         | Imolese (3)                                 | 3 – 3 (4–3 pen.)                           | Sambenedettese (3)                        | Ímola                                                    |  |
| 20:30 CEST (UTC+2))                         | Tentoni 51' · Padovan 59' · Latte Lath 102' | Relatório                                  | Cernigoi 26', 113' (pen.) · Rapisarda 64' | Estádio: Stadio Romeo Galli Árbitro: Alessandro Di Graci |  |
|                                             |                                             | Penalidades                                |                                           |                                                          |  |
| Boccardi Marcucci D'Alena Latte Lath Valeau |                                             | Cernigoi Brunetti Miceli Orlando Rapisarda |                                           |                                                          |  |

| 4 de agosto de 2019 | Monopoli (3)                                    | 4 – 1     | Ponsacco (4) | Monopoli                              |  |
| 20:30 CEST (UTC+2)) | De Franco 3' · Donnarumma 8', 35' · Cuppone 77' | Relatório | Olawale 20'  | Estádio: Stadio Vito Simone Veneziani |  |

| 4 de agosto de 2019 | Siena (3) | 0 – 2     | Mantova (4)                      | Siena                                               |  |
| 20:30 CEST (UTC+2)) |           | Relatório | Scotto 40' (pen.) · Guccione 55' | Estádio: Stadio Artemio Franchi – Montepaschi Arena |  |

| 4 de agosto de 2019 | Arezzo (3)  | 1 – 0     | Turris (4) | Arezzo                          |  |
| 20:45 CEST (UTC+2)) | Belloni 56' | Relatório |            | Estádio: Stadio Città di Arezzo |  |

| 4 de agosto de 2019 | Potenza (3)                  | 2 – 0     | Lanusei (4) | Potenza                         |  |
| 21:00 CEST (UTC+2)) | Longo 60' · Ferri Marini 81' | Relatório |             | Estádio: Stadio Alfredo Viviani |  |

| 6 de agosto de 2019 | Reggina (3)                            | 3 – 2     | Vicenza (3)                        | Reggio Calabria                 |  |
| 20:30 CEST (UTC+2)) | Sounas 35' · Reginaldo 54' (pen.), 72' | Relatório | Marotta 7' · Giacomelli 77' (pen.) | Estádio: Stadio Oreste Granillo |  |

### Segunda rodada
- A segunda rodada foi disputada por 40 clubes, sendo 20 deles da Serie B, 2 da Serie C e os 18 times que avançaram da fase anterior.[1]
- Os jogos do "mata-mata" foram definidos previamente por sorteio e ocorreram em partidas únicas nos dias 10 e 11 de agosto de 2019.[14][17][18]
- Em cada jogo, o mando de campo foi do clube com a melhor posição no ranking, ou seja, o clube com menor número atribuído no sorteio.[1]
- Em caso de empate no placar ao final do tempo regulamentar, tivemos a disputa de uma prorrogação (dois tempos de 15 minutos), e se mesmo assim o empate persistiu, a vaga foi definida na disputa por pênaltis.[1]
- Os 20 vencedores da segunda rodada eliminatória se classificaram para a terceira rodada de qualificação.[1]

| 10 de agosto de 2019 | Ascoli (2)                                                           | 5 – 1     | Pro Vercelli (3) | Ascoli Piceno                                                   |  |
| 18:30 CEST (UTC+2))  | - Brosco 7' - da Cruz 20' - Ardemagni 54' (pen.) - Scamacca 72', 87' | Relatório | - Azzi 33'       | Estádio: Stadio Cino e Lillo Del Duca Árbitro: Giovanni Ayroldi |  |

| 11 de agosto de 2019 | Spezia (2)                                                                  | 5 – 0 | Pro Patria (3) | La Spezia                     |  |
| 18:00 CEST (UTC+2))  | - Gyasi 15' - Guðjohnsen 25' - F. Ricci 53' - M. Ricci 64' - Burgzorg 90+2' |       |                | Estádio: Stadio Alberto Picco |  |

| 11 de agosto de 2019 | Perugia (2)  | 1 – 0 | Triestina (3) | Perugia                     |  |
| CEST (UTC+2))        | - Sgarbi 28' |       |               | Estádio: Stadio Renato Curi |  |

| 11 de agosto de 2019 | Cremonese (2)                               | 4 – 0 | Virtus Francavilla (3) | Cremona                       |  |
| CEST (UTC+2))        | - Claiton 41' - Deli 44' - Palombi 58', 66' |       |                        | Estádio: Stadio Giovanni Zini |  |

| 11 de agosto de 2019 | Empoli (2)                    | 2 – 1 | Reggina (3)   | Empoli                           |  |
| CEST (UTC+2))        | - Mancuso 22' - Antonelli 72' |       | - Corazza 28' | Estádio: Stadio Carlo Castellani |  |

| 11 de agosto de 2019 | Pescara (2)                                       | 3 – 2 | Mantova (4)                    | Pescara                                         |  |
| CEST (UTC+2))        | - Tumminello 13' (pen.) - Di Grazia 79' - Ventola |       | - Guccione 50' - Tremolada 90' | Estádio: Stadio Adriatico – Giovanni Cornacchia |  |

| 11 de agosto de 2019 | Benevento (2)                         | 3 – 4 | Monza (3)                                       | Benevento                     |  |
| CEST (UTC+2))        | - Tello 51', 83' - Viola 90+4' (pen.) |       | - Bellusci 4' - Finotto 17', 88' - Iocolano 49' | Estádio: Stadio Ciro Vigorito |  |

| 11 de agosto de 2019 | Livorno (2) | 0 – 1 | Carpi (3)  | Livorno                        |  |
| CEST (UTC+2))        |             |       | - Vano 69' | Estádio: Stadio Armando Picchi |  |

| 11 de agosto de 2019 | Cittadella (2)                           | 3 – 0 | Padova (3) | Cittadella                            |  |
| CEST (UTC+2))        | - Iori 23' (pen.) - Diaw 26' - Celar 87' |       |            | Estádio: Stadio Pier Cesare Tombolato |  |

| 11 de agosto de 2019                | Chievo (2)       | 1 – 1 (pro.) (3–1 pen.)       | Ravenna (3)   | Verona                                 |  |
| CEST (UTC+2))                       | - Meggiorini 23' |                               | - Raffini 62' | Estádio: Stadio Marc'Antonio Bentegodi |  |
|                                     |                  | Penalidades                   |               |                                        |  |
| Karamoko Leverbe Esposito Rodríguez |                  | Ronchi Ricchi Pellizzari Fyda |               |                                        |  |

| 11 de agosto de 2019 | Crotone (2)                                          | 4 – 3 | Arezzo (3)                                 | Crotone                    |  |
| CEST (UTC+2))        | - Barberis 2' - Simy 7' - Golemić 33' - Ruggiero 75' |       | - Borghini 10' - Belloni 17' (pen.) - Zini | Estádio: Stadio Ezio Scida |  |

| 11 de agosto de 2019 | Pordenone (2) | 1 – 2 | Feralpisalò (3)                  | Pordenone                          |  |
| CEST (UTC+2))        | - Pobega 44'  |       | - Ceccarelli 30' - Scarsella 50' | Estádio: Stadio Ottavio Bottecchia |  |

| 11 de agosto de 2019                      | Juve Stabia (2)      | 1 – 1 (pro.) (2–3 pen.)                     | Imolese (3)  | Castellammare di Stabia                               |  |
| 19:45 CEST (UTC+2))                       | - Carlini 60' (pen.) |                                             | - Vuthaj 66' | Estádio: Stadio Romeo Menti Árbitro: Federico Dionisi |  |
|                                           |                      | Penalidades                                 |              |                                                       |  |
| Di Gennaro Carlini Torromino Canotto Calò |                      | Boccardi Latte Lath Vuthaj Marcucci Maniero |              |                                                       |  |

| 11 de agosto de 2019 | Trapani (2)                   | 3 – 1 | Piacenza (3) | Trapani                                  |  |
| CEST (UTC+2))        | - Evacuo 44', 59' - Nzola 82' |       | - Cacia 12'  | Estádio: Stadio Polisportivo Provinciale |  |

| 11 de agosto de 2019 | Venezia (2)               | 2 – 1 | Catania (3)     | Venice                          |  |
| 19:00 CEST (UTC+2))  | - Aramu 3' - Zuculini 56' |       | - Silvestri 41' | Estádio: Stadio Pierluigi Penzo |  |

| 11 de agosto de 2019 | Frosinone (2)                                           | 4 – 0 | Carrarese (3) | Frosinone                     |  |
| 20:30 CEST (UTC+2))  | - Ciano 10' - Paganini 43' - Ariaudo 49' - Tribuzzi 81' |       |               | Estádio: Stadio Benito Stirpe |  |

| 11 de agosto de 2019 | Monopoli (3)           | 1 – 0 | Cosenza (2) | Monopoli                              |  |
| 20:30 CEST (UTC+2))  | - Mendicino 89' (pen.) |       |             | Estádio: Stadio Vito Simone Veneziani |  |

| 11 de agosto de 2019 | Virtus Entella (2) | 1 – 2 | Südtirol (3)                  | Chiavari                 |  |
| 20:30 CEST (UTC+2))  | - Paolucci 26'     |       | - Casiraghi 8' - Morosini 84' | Estádio: Stadio Comunale |  |

| 11 de agosto de 2019 | Pisa (2)                              | 3 – 0 | Potenza (3) | Pisa                                               |  |
| 20:45 CEST (UTC+2))  | - Marconi 43' - Masucci 53' - Aya 71' |       |             | Estádio: Arena Garibaldi – Stadio Romeo Anconetani |  |

| 11 de agosto de 2019 | Salernitana (2)                                  | 3 – 1 | Catanzaro (3) | Salerno                |  |
| 20:45 CEST (UTC+2))  | - Kiyine 22' (pen.) - Niccolò Giannetti 45', 73' |       | - Mangni 79'  | Estádio: Stadio Arechi |  |

### Terceira rodada
- A terceira rodada foi disputada por 32 clubes, sendo 12 clubes da Serie A (9–20 do ranking), que estreiam na competição, além dos 20 times vencedores da fase anterior (segunda rodada de qualificação).[1]
- Os jogos do "mata-mata" foram definidos previamente por sorteio e ocorreram em partidas únicas nos dias 16, 17 e 18 de agosto de 2019.[14][19][20]
- Em cada jogo, o mando de campo foi do clube com a melhor posição no ranking, ou seja, os 12 clubes advindos da Serie A.[1]
- Em caso de empate no placar ao final do tempo regulamentar, tivemos a disputa de uma prorrogação (dois tempos de 15 minutos), e se mesmo assim o empate persistiu, a vaga foi definida na disputa por pênaltis.[1]
- Os 16 vencedores da terceira rodada eliminatória se classificaram para a quarta rodada de qualificação.[1]

| 16 de agosto de 2019 | Genoa (1)                                                      | 4 – 1     | Imolese (3) | Chiavari                                                    |  |
| 20:30 CEST (UTC+2))  | Criscito 2' (pen.) · Saponara 24' · Ghiglione 28' · Schöne 74' | Relatório | Alimi 53'   | Estádio: Stadio Comunale di Chiavari Árbitro: Luca Pairetto |  |

| 17 de agosto de 2019 | Parma (1)                        | 3 – 1     | Venezia (2)      | Parma                                               |  |
| 18:00 CEST (UTC+2))  | Gervinho 10', 72' · Iacoponi 22' | Relatório | Aramu 24' (pen.) | Estádio: Stadio Ennio Tardini Árbitro: Paolo Valeri |  |

| 18 de agosto de 2019 | Perugia (2)                      | 2 – 1 (pro.) | Brescia (1)    | Perugia                                              |  |
| 18:00 CEST (UTC+2))  | Melchiorri 90+3' · Buonaiuto 98' |              | Donnarumma 43' | Estádio: Stadio Renato Curi Árbitro: Marco Piccinini |  |

| 18 de agosto de 2019 | Fiorentina (1)                 | 3 – 1     | Monza (3)     | Florença                                                 |  |
| 18:15 CEST (UTC+2))  | Vlahović 80', 86' · Chiesa 89' | Relatório | Brighenti 34' | Estádio: Stadio Artemio Franchi Árbitro: Fabrizio Pasqua |  |

| 18 de agosto de 2019 | Sassuolo (1) | 1 – 0     | Spezia (2) | Reggio Emilia                                                        |  |
| 20:45 CEST (UTC+2))  | Traorè 9'    | Relatório |            | Estádio: Mapei Stadium – Città del Tricolore Árbitro: Rosario Abisso |  |

| 18 de agosto de 2019 | Hellas Verona (1) | 1 – 2 (pro.) | Cremonese (2)                 | Verona                                                               |  |
| 20:30 CEST (UTC+2))  | Empereur 7'       | Relatório    | Castagnetti 90+3' · Deli 102' | Estádio: Stadio Marc'Antonio Bentegodi Árbitro: Gianluca Manganiello |  |

| 18 de agosto de 2019 | Empoli (2)            | 2 – 1 (pro.) | Pescara (2)   | Empoli                                                     |  |
| 20:30 CEST (UTC+2))  | Dezi 27' · Moreo 103' | Relatório    | Tumminello 6' | Estádio: Stadio Carlo Castellani Árbitro: Maurizio Mariani |  |

| 18 de agosto de 2019 | Cittadella (2)                           | 3 – 3 (pro.) (5–4 pen.) | Carpi (3)                   | Cittadella                                                  |  |
| CEST (UTC+2))        | Diaw 25' (pen.) · Celar 71' · Proia 103' | Relatório               | Vano 43' (pen.), 90+1', 94' | Estádio: Stadio Pier Cesare Tombolato Árbitro: Manuel Volpi |  |

| 18 de agosto de 2019 | Cagliari (1)            | 2 – 1     | Chievo (2)      | Cagliari                                      |  |
| 20:30 CEST (UTC+2))  | João Pedro 7' · Rog 17' | Relatório | Pucciarelli 43' | Estádio: Sardegna Arena Árbitro: Antonio Giua |  |

| 18 de agosto de 2019 | Crotone (2) | 1 – 3 | Sampdoria (1)                                      | Crotone                                              |  |
| CEST (UTC+2))        | Molina 8'   |       | Caprari 37' · Quagliarella 42' (pen.) · Maroni 60' | Estádio: Stadio Ezio Scida Árbitro: Juan Luca Sacchi |  |

| 18 de agosto de 2019 | SPAL (1)          | 3 – 1 | Feralpisalò (3) | Ferrara                                             |  |
| 20:45 CEST (UTC+2))  | Di Francesco 3' · |       | Maiorino 1'     | Estádio: Stadio Paolo Mazza Árbitro: Daniele Chiffi |  |

| 18 de agosto de 2019 | Lecce (1)                                | 4 – 0     | Salernitana (2) | Lecce                                                    |  |
| 20:45 CEST (UTC+2))  | Lapadula 4', 76' · Falco 61' · Majer 81' | Relatório |                 | Estádio: Stadio Via del Mare Árbitro: Eugenio Abbattista |  |

| 18 de agosto de 2019 | Ascoli (2)        | 2 – 0     | Trapani (2) | Ascoli Piceno                                                      |  |
| 20:30 CEST (UTC+2))  | Scamacca 48', 80' | Relatório |             | Estádio: Stadio Cino e Lillo Del Duca Árbitro: Gianpaolo Calvarese |  |

| 18 de agosto de 2019 | Frosinone (2)                                           | 5 – 1     | Monopoli (3) | Frosinone                                            |  |
| 20:30 CEST (UTC+2))  | Trotta 31', 36' · Ciano 57' · Citro 67' · Brighenti 75' | Relatório | Ferrara 82'  | Estádio: Stadio Benito Stirpe Árbitro: Fabio Maresca |  |

| 18 de agosto de 2019 | Udinese (1)                       | 3 – 1 | Südtirol (3) | Udine                                            |  |
| 20:30 CEST (UTC+2))  | Lasagna 49' · Mandragora 70', 88' |       | Morosini 66' | Estádio: Dacia Arena Árbitro: Gianluca Aureliano |  |

| 18 de agosto de 2019 | Pisa (2) | 0 – 3 | Bologna (1)                 | Pisa                                                |  |
| 20:45 CEST (UTC+2))  |          |       | Poli 21' · Palacio 61', 64' | Estádio: Arena Garibaldi Árbitro: Federico La Penna |  |

### Quarta rodada
- A quarta e última rodada da fase inicial de qualificação foi disputada pelos 16 clubes vencedores da fase anterior (terceira rodada de qualificação).[1]
- Os jogos do "mata-mata" foram definidos previamente por sorteio e ocorreram em partidas únicas nos dias 3, 4 e 5 de dezembro de 2019.[14][21][22]
- Em cada jogo, o mando de campo foi do clube com a melhor posição no ranking, ou seja, o time com o menor número atribuído no sorteio.[1]
- Em caso de empate no placar ao final do tempo regulamentar, tivemos a disputa de uma prorrogação (dois tempos de 15 minutos), e se mesmo assim o empate persistiu, a vaga foi definida na disputa por pênaltis.[1]
- Os 8 vencedores da quarta rodada eliminatória se classificaram para a fase final da competição.[1]

| 3 de dezembro de 2019 | Cremonese (2) | 1 – 0     | Empoli (2) | Cremona                                               |  |
| 15:00 CET (UTC+1)     | Claiton 35'   | Relatório |            | Estádio: Stadio Giovanni Zini Árbitro: Daniel Amabile |  |

| 3 de dezembro de 2019 | Genoa (1)                         | 3 – 2     | Ascoli (2)                        | Genoa                                                    |  |
| 18:00 CET (UTC+1)     | Pinamonti 14', 79' · Criscito 72' | Relatório | Beretta 48' · Criscito 68' (g.c.) | Estádio: Stadio Luigi Ferraris Árbitro: Giovanni Ayroldi |  |

| 3 de dezembro de 2019 | Fiorentina (1)   | 2 – 0     | Cittadella (2) | Florença                                               |  |
| 21:00 CET (UTC+1)     | Benassi 21', 53' | Relatório |                | Estádio: Stadio Artemio Franchi Árbitro: Ivano Pezzuto |  |

| 4 de dezembro de 2019 | Sassuolo (1) | 1 – 2     | Perugia (2)                   | Reggio Emilia                                                      |  |
| 15:00 CET (UTC+1)     | Bourabia 82' | Relatório | Mazzocchi 10' · Nicolussi 17' | Estádio: Mapei Stadium – Città del Tricolore Árbitro: Simone Sozza |  |

| 4 de dezembro de 2019 | SPAL (1)                                                         | 5 – 1     | Lecce (1)  | Ferrara                                           |  |
| 18:00 CET (UTC+1)     | Igor 18' · Paloschi 24' · Murgia 31' · Cionek 45' · Floccari 83' | Relatório | Imbula 55' | Estádio: Stadio Paolo Mazza Árbitro: Antonio Giua |  |

| 4 de dezembro de 2019 | Udinese (1)                                              | 4 – 0     | Bologna (1) | Udine                                         |  |
| 21:00 CET (UTC+1)     | Barák 24' · De Maio 42' · Mandragora 77' · Lasagna 90+2' | Relatório |             | Estádio: Dacia Arena Árbitro: Marco Piccinini |  |

| 5 de dezembro de 2019 | Parma (1)                            | 2 – 1     | Frosinone (2) | Parma                                                   |  |
| 18:00 CET (UTC+1)     | Siligardi 20' · Hernani 90+2' (pen.) | Relatório | Trotta 71'    | Estádio: Stadio Ennio Tardini Árbitro: Federico Dionisi |  |

| 5 de dezembro de 2019 | Cagliari (1)           | 2 – 1     | Sampdoria (1)  | Cagliari                                              |  |
| 21:00 CET (UTC+1)     | Cerri 7' · Ragatzu 48' | Relatório | Gabbiadini 87' | Estádio: Sardegna Arena Árbitro: Gianluca Manganiello |  |

## Fase final

### Tabela até a final
|  | Oitavas de final | Oitavas de final |       |                | Quartas de final | Quartas de final |  |                | Semifinais | Semifinais | Semifinais | Semifinais |  |        | Final | Final |
|  |                  |                  |       |                |                  |                  |  |                |            |            |            |            |  |        |       |       |
|  | Internazionale   | 4                |       |                |                  |                  |  |                |            |            |            |            |  |        |       |       |
|  | Cagliari         | 1                |       |                |                  |                  |  |                |            |            |            |            |  |        |       |       |
|  | Cagliari         | 1                |       | Internazionale | 2                |                  |  |                |            |            |            |            |  |        |       |       |
|  |                  |                  |       | Internazionale | 2                |                  |  |                |            |            |            |            |  |        |       |       |
|  |                  | Fiorentina       | 1     |                |                  |                  |  |                |            |            |            |            |  |        |       |       |
|  | Fiorentina       | Fiorentina       | 1     | 2              |                  |                  |  |                |            |            |            |            |  |        |       |       |
|  | Fiorentina       |                  |       | 2              |                  |                  |  |                |            |            |            |            |  |        |       |       |
|  | Atalanta         | 1                |       |                |                  |                  |  |                |            |            |            |            |  |        |       |       |
|  | Atalanta         | 1                |       |                |                  |                  |  | Internazionale | 0          | 1          | 1          |            |  |        |       |       |
|  |                  |                  |       |                |                  |                  |  | Internazionale | 0          | 1          | 1          |            |  |        |       |       |
|  |                  | Napoli           | 1     | 1              | 2                |                  |  |                |            |            |            |            |  |        |       |       |
|  | Napoli           | Napoli           | 1     | 1              | 2                | 2                |  |                |            |            |            |            |  |        |       |       |
|  | Napoli           |                  |       |                |                  | 2                |  |                |            |            |            |            |  |        |       |       |
|  | Perugia          | 0                |       |                |                  |                  |  |                |            |            |            |            |  |        |       |       |
|  | Perugia          | 0                |       | Napoli         | 1                |                  |  |                |            |            |            |            |  |        |       |       |
|  |                  |                  |       | Napoli         | 1                |                  |  |                |            |            |            |            |  |        |       |       |
|  |                  | Lazio            | 0     |                |                  |                  |  |                |            |            |            |            |  |        |       |       |
|  | Lazio            | Lazio            | 0     | 4              |                  |                  |  |                |            |            |            |            |  |        |       |       |
|  | Lazio            |                  |       | 4              |                  |                  |  |                |            |            |            |            |  |        |       |       |
|  | Cremonese        | 0                |       |                |                  |                  |  |                |            |            |            |            |  |        |       |       |
|  | Cremonese        | 0                |       |                |                  |                  |  |                |            |            |            |            |  | Napoli | 0 (4) |       |
|  |                  |                  |       |                |                  |                  |  |                |            |            |            |            |  | Napoli | 0 (4) |       |
|  |                  | Juventus         | 0 (2) |                |                  |                  |  |                |            |            |            |            |  |        |       |       |
|  | Milan            | Juventus         | 0 (2) | 3              |                  |                  |  |                |            |            |            |            |  |        |       |       |
|  | Milan            |                  |       | 3              |                  |                  |  |                |            |            |            |            |  |        |       |       |
|  | SPAL             | 0                |       |                |                  |                  |  |                |            |            |            |            |  |        |       |       |
|  | SPAL             | 0                |       | Milan (pro.)   | 4                |                  |  |                |            |            |            |            |  |        |       |       |
|  |                  |                  |       | Milan (pro.)   | 4                |                  |  |                |            |            |            |            |  |        |       |       |
|  |                  | Torino           | 2     |                |                  |                  |  |                |            |            |            |            |  |        |       |       |
|  | Torino (pen.)    | Torino           | 2     | 1 (5)          |                  |                  |  |                |            |            |            |            |  |        |       |       |
|  | Torino (pen.)    |                  |       | 1 (5)          |                  |                  |  |                |            |            |            |            |  |        |       |       |
|  | Genoa            | 1 (3)            |       |                |                  |                  |  |                |            |            |            |            |  |        |       |       |
|  | Genoa            | 1 (3)            |       |                |                  |                  |  | Milan          | 1          | 0          | 1          |            |  |        |       |       |
|  |                  |                  |       |                |                  |                  |  | Milan          | 1          | 0          | 1          |            |  |        |       |       |
|  |                  | Juventus         | 1     | 0              | 1                |                  |  |                |            |            |            |            |  |        |       |       |
|  | Juventus         | Juventus         | 1     | 0              | 1                | 4                |  |                |            |            |            |            |  |        |       |       |
|  | Juventus         |                  |       |                |                  | 4                |  |                |            |            |            |            |  |        |       |       |
|  | Udinese          | 0                |       |                |                  |                  |  |                |            |            |            |            |  |        |       |       |
|  | Udinese          | 0                |       | Juventus       | 3                |                  |  |                |            |            |            |            |  |        |       |       |
|  |                  |                  |       | Juventus       | 3                |                  |  |                |            |            |            |            |  |        |       |       |
|  |                  | Roma             | 1     |                |                  |                  |  |                |            |            |            |            |  |        |       |       |
|  | Parma            | Roma             | 1     | 0              |                  |                  |  |                |            |            |            |            |  |        |       |       |
|  | Parma            |                  |       | 0              |                  |                  |  |                |            |            |            |            |  |        |       |       |
|  | Roma             | 2                |       |                |                  |                  |  |                |            |            |            |            |  |        |       |       |

### Oitavas de final
- As oitavas de final foram disputadas entre os 16 clubes definidos como "cabeças de chave" da Serie A (1–8 no ranking), estreantes na competição, e os clubes classificados da fase inicial (quarta rodada de qualificação).[1]
- Os jogos do "mata-mata" foram definidos previamente por sorteio e ocorreram em partidas únicas nos dias 9, 14, 15 e 16 de janeiro de 2020.[14][23][24]
- Em cada jogo, o mando de campo foi do clube com a melhor posição no ranking, ou seja, o time com o menor número atribuído no sorteio. A exceção a regra acima, fica quanto a confrontos entre equipes da mesma divisão, que foi determinado por sorteio, e não pelo número atribuído no sorteio.[1]
- Em caso de empate no placar ao final do tempo regulamentar, tivemos a disputa de uma prorrogação (dois tempos de 15 minutos), e se mesmo assim o empate persistiu, a vaga foi definida na disputa por pênaltis.[1]
- Os 8 vencedores das oitavas de final se classificaram para as quartas de final da competição.[1]

| 9 de janeiro de 2020                  | Torino (1)       | 1 – 1 (pro.) (5–3 pen.)            | Genoa (1)   | Turim                                                            |  |
| 21:15 CET (UTC+1)                     | De Silvestri 23' | Relatório                          | Favilli 14' | Estádio: Stadio Olimpico Grande Torino Árbitro: Juan Luca Sacchi |  |
|                                       |                  | Penalidades                        |             |                                                                  |  |
| Belotti Millico Rincón Aina Berenguer |                  | Destro Favilli Cassata Radovanović |             |                                                                  |  |

| 14 de janeiro de 2020 | Napoli (1)                     | 2 – 0     | Perugia (2) | Nápoles                                         |  |
| 15:00 CET (UTC+1)     | Insigne 26' (pen.), 38' (pen.) | Relatório |             | Estádio: Stadio San Paolo Árbitro: Luca Massimi |  |

| 14 de janeiro de 2020 | Lazio (1)                                                  | 4 – 0     | Cremonese (2) | Roma                                               |  |
| 18:00 CET (UTC+1)     | Patric 10' · Parolo 26' · Immobile 58' (pen.) · Bastos 89' | Relatório |               | Estádio: Stadio Olimpico Árbitro: Lorenzo Maggioni |  |

| 14 de janeiro de 2020 | Internazionale (1)                          | 4 – 1     | Cagliari (1) | Milão                                     |  |
| 20:45 CET (UTC+1)     | Lukaku 1', 49' · Valero 22' · Ranocchia 81' | Relatório | Oliva 73'    | Estádio: San Siro Árbitro: Daniele Chiffi |  |

| 15 de janeiro de 2020 | Fiorentina (1)           | 2 – 1     | Atalanta (1) | Florença                                                      |  |
| 15:00 CET (UTC+1)     | Cutrone 11' · Lirola 84' | Relatório | Iličić 67'   | Estádio: Stadio Artemio Franchi Árbitro: Gianluca Manganiello |  |

| 15 de janeiro de 2020 | Milan (1)                                   | 3 – 0     | SPAL (1) | Milão                                      |  |
| 18:00 CET (UTC+1)     | Piątek 20' · Castillejo 44' · Hernández 66' | Relatório |          | Estádio: San Siro Árbitro: Davide Ghersini |  |

| 15 de janeiro de 2020 | Juventus (1)                                                    | 4 – 0     | Udinese (1) | Turim                                                |  |
| 20:45 CET (UTC+1)     | Higuaín 16' · Dybala 26' (pen.), 58' · Douglas Costa 61' (pen.) | Relatório |             | Estádio: Allianz Stadium Árbitro: Gianluca Aureliano |  |

| 16 de janeiro de 2020 | Parma (1) | 0 – 2     | Roma (1)                   | Parma                                                |  |
| 21:15 CET (UTC+1)     |           | Relatório | Pellegrini 49', 76' (pen.) | Estádio: Stadio Ennio Tardini Árbitro: Luca Pairetto |  |

### Quartas de final
- As quartas de final foram disputadas entre os 8 clubes classificados das oitavas de final.[1]
- Os jogos do "mata-mata" foram definidos previamente por sorteio e ocorreram em partidas únicas nos dias 21, 22, 28 e 29 de janeiro de 2020.[14][24][25]
- Em cada jogo, o mando de campo foi do clube com a melhor posição no ranking, ou seja, o time com o menor número atribuído no sorteio. A exceção a regra acima, fica quanto a confrontos entre equipes da mesma divisão, que foi determinado por sorteio, e não pelo número atribuído no sorteio.[1] Os resultados do sorteio que determinou as equipes mandantes foram publicados em 10 de dezembro de 2019.[26]
- Em caso de empate no placar ao final do tempo regulamentar, tivemos a disputa de uma prorrogação (dois tempos de 15 minutos), e se mesmo assim o empate persistiu, a vaga foi definida na disputa por pênaltis.[1]
- Os 4 vencedores das quartas de final se classificaram para as semifinais da competição.[1]

| 21 de janeiro de 2020 | Napoli (1) | 1 – 0     | Lazio (1) | Nápoles                                         |  |
| 20:45 CET (UTC+1)     | Insigne 2' | Relatório |           | Estádio: Stadio San Paolo Árbitro: Davide Massa |  |

| 22 de janeiro de 2020 | Juventus (1)                                | 3 – 1     | Roma (1)          | Turim                                             |  |
| 20:45 CET (UTC+1)     | Ronaldo 26' · Bentancur 38' · Bonucci 45+2' | Relatório | Buffon 50' (g.c.) | Estádio: Allianz Stadium Árbitro: Gianluca Rocchi |  |

| 28 de janeiro de 2020 | Milan (1)                                                   | 4 – 2 (pro.) | Torino (1)      | Milão                                      |  |
| 20:45 CET (UTC+1)     | Bonaventura 12' · Çalhanoğlu 90+1', 106' · Ibrahimović 109' | Relatório    | Bremer 34', 71' | Estádio: San Siro Árbitro: Fabrizio Pasqua |  |

| 29 de janeiro de 2020 | Internazionale (1)         | 2 – 1     | Fiorentina (1) | Milão                                     |  |
| 20:45 CET (UTC+1)     | Candreva 44' · Barella 67' | Relatório | Cáceres 60'    | Estádio: San Siro Árbitro: Daniele Doveri |  |

### Semifinais
- As semifinais estão sendo disputadas entre os 4 clubes classificados das quartas de final.[1]
- Os jogos do "mata-mata" foram definidos previamente por sorteio e devem ocorrer em partidas de ida e volta. Os jogos de ida ocorreram em 12 e 13 de fevereiro de 2020.[14][24][27] As partidas da volta estavam programadas para 4 e 5 de março, mas foram adiadas devido ao surto de coronavírus na Itália.[28]
- Em cada jogo, o mando de campo do segundo jogo é do clube com a melhor posição no ranking, ou seja, o time com o menor número atribuído no sorteio. A exceção a regra acima, fica quanto a confrontos entre equipes da mesma divisão, que foi determinado por sorteio, e não pelo número atribuído no sorteio.[1]
- Em caso de empate no placar agregado, teremos a disputa de uma prorrogação (dois tempos de 15 minutos), e se mesmo assim o empate persistir, a vaga será definida na disputa por pênaltis.[1]
- Os dois vencedores da semifinal se classificam para a grande decisão da competição.[1]

#### Chave 1
| 12 de fevereiro de 2020 | Internazionale (1) | 0 – 1     | Napoli (1) | Milão                                          |  |
| 20:45 CET (UTC+1)       |                    | Relatório | Fabián 57' | Estádio: San Siro Árbitro: Gianpaolo Calvarese |  |

| 13 de junho de 2020                                                                                               | Napoli (1)  | 1 – 1 (2 – 1 agr.) | Internazionale (1) | Nápoles                                            |  |
| 21:00 CEST (UTC+2)                                                                                                | Mertens 41' | Relatório          | Eriksen 2'         | Estádio: Stadio San Paolo Árbitro: Gianluca Rocchi |  |
| Nota: Partida originalmente marcada para 5 de março, mas adiada devido a preocupações com o surto do coronavírus. |             |                    |                    |                                                    |  |

#### Chave 2
| 13 de fevereiro de 2020 | Milan (1) | 1 – 1     | Juventus (1)         | Milão                                   |  |
| 20:45 CET (UTC+1)       | Rebić 61' | Relatório | Ronaldo 90+1' (pen.) | Estádio: San Siro Árbitro: Paolo Valeri |  |

| 12 de junho de 2020                                                                                               | Juventus (1) | 0 – 0 (1 – 1 (gf) agr.) | Milan (1) | Turim                                            |  |
| 21:00 CEST (UTC+2)                                                                                                |              | Relatório               |           | Estádio: Allianz Stadium Árbitro: Daniele Orsato |  |
| Nota: Partida originalmente marcada para 4 de março, mas adiada devido a preocupações com o surto do coronavírus. |              |                         |           |                                                  |  |

### Final
- A final será disputada entre os 2 clubes classificados das semifinais.[1]
- O jogo único do "mata-mata" final vai ocorrer em data a ser definida.[14][24] Originalmente marcada para 20 de maio de 2020, mas acabou sendo adiado devido ao surto de coronavírus na Itália.
- O jogo ocorre em campo neutro, em princípio, no Estádio Olímpico de Roma, ou em outro local definido, a seu critério, pelo Conselho da Lega Serie A.[1]
- Em caso de empate no placar ao final do tempo regulamentar, o título será definido na disputa por pênaltis, somente na final de 2020.[1]

| 17 de junho de 2020 | Napoli (1) | 0 – 0 | Juventus (1) | Roma                                                     |  |
| 20:45 CEST (UTC+2)  |            |       |              | Estádio: Stadio Olimpico di Roma Árbitro: Daniele Doveri |  |

|                                   |       | Penalidades                  |  |
| Insigne Politano Maksimović Milik | 4 – 2 | Dybala Danilo Bonucci Ramsey |  |

## Premiação
| Copa da Itália de 2019–20  |
| -------------------------- |
| Napoli Campeão (6º título) |

## Estatísticas

### Artilheiros
- Atualizado até 13 de fevereiro de 2020.[31]

Nota: Jogadores e time em negrito ainda estão na disputa do título.
| Pos. | Jogador            | Time      | Gols |
| ---- | ------------------ | --------- | ---- |
| 1    | Gianluca Scamacca  | Ascoli    | 4    |
| 1    | Michele Vano       | Carpi     | 4    |
| 3    | Lorenzo Insigne    | Napoli    | 3    |
| 3    | Rolando Mandragora | Udinese   | 3    |
| 3    | Tommaso Morosini   | Südtirol  | 3    |
| 3    | Marcello Trotta    | Frosinone | 3    |

Fonte: Lega Serie A (em italiano)